# Literatura modernista
La literatura modernista o modernismo literario se conoce en líneas generales como la literatura vanguardista, principalmente en lengua inglesa, que tuvo su apogeo más o menos entre los años 1900 y 1940. El modernismo se desarrolló principalmente en Europa, por lo que muchos escritores estadounidenses se trasladaron a Londres o París, que eran en ese momento los centros neurálgicos de la cultura artística. Cabe destacar que en la literatura en inglés el término modernismo se emplea más bien para designar una época que un movimiento literario uniforme. La corriente modernista se vio directamente influida por el experimentalismo y las distintas vanguardias artísticas continentales (cubismo, surrealismo...), y se distingue por su afán de ruptura con la herencia victoriana. En términos generales, se engloba por tanto bajo el término modernista a toda la producción literaria de escritores estadounidenses y del Reino Unido de la primera mitad del siglo XX. 
Pese a tratarse de un grupo heterogéneo, puede decirse que los escritores modernistas tienen en común, por un lado, el rechazo de su herencia inmediata y, por otro, de la representación realista. Se caracterizan por la voluntad de jugar con las expectativas del lector, la tendencia a "psicoanalizar" a sus personajes mediante el empleo de técnicas como el monólogo interior, o la afición a mezclar el argot callejero con un lenguaje más elaborado, a veces salpicado de cultismos y latinismos. En poesía, los modernistas experimentan casi siempre con el verso libre y agregan al lirismo alusiones culturales heterogéneas, a veces oscuras y equívocas, e imágenes inconexas; se aprecia asimismo una tendencia acusada a vincular la poesía con la imagen y las artes plásticas. Por la dificultad que este tipo de literatura entraña, especialmente en poesía, pues para muchos lectores no era posible leer y comprender textos modernistas, suele afirmarse que la poesía de comienzos del siglo XX muestra cierto carácter elitista.

## Introducción
La literatura modernista presenta varias etapas, fuertemente marcadas por el antes y el después de la guerra, y con autores de dos continentes distintos, lo que hace que resulte difícil una descripción totalizadora. El nuevo siglo trajo consigo muchos cambios e innovaciones que provocaron una transformación radical de espíritu y pensamiento, filtrándose incluso a la vida diaria. La teoría del inconsciente freudiana modificó la percepción que el individuo tenía de su propia mente y su identidad, y pensadores como Karl Marx o Nietzsche trastocaron para siempre las nociones tradicionales de verdad, certeza y moralidad. Esta progresiva transfiguración en la visión del mundo provocó que muchos escritores sintieran la necesidad de un cambio también en sus propuestas literarias, lo que trajo consigo la oleada de renovación experimental que colectivamente conocemos como "modernismo" o "vanguardias", la cual, por ese afán rupturista, rescataba también de algún modo las ideas revolucionarias del Romanticismo. Como se ha visto, movimientos en las artes plásticas como el Impresionismo, el Post-impresionismo, y luego el Cubismo, constituyeron asimismo fuentes de inspiración para los escritores modernistas. 
Puede hablarse de una primera etapa en el modernismo fraguada en la poesía estadounidense. Su comienzo se establece generalmente en 1912, en Chicago, con la publicación de la revista Poetry, que dio a conocer a los grandes poetas de este movimiento, como Ezra Pound, Wallace Stevens, T.S. Eliot o William Carlos Williams. Otros críticos apuntan que, en realidad, la poesía modernista había nacido antes, con la llegada de Ezra Pound a Londres, en 1908, y la subsiguiente creación del círculo imagista.
En el terreno de la narrativa, encontramos, en el Reino Unido, un grupo de escritores más heterogéneo, aún inscrito en la tradición inglesa. Dicho grupo se engloba bajo el término "Edwardians" (eduardianos). El sentimiento renovador en el Reino Unido surgió entre muchos de ellos principalmente a raíz de la desilusión con las ideas conservadoras victorianas acerca de la certeza y la verdad objetiva, y en ocasiones se manifiesta como una crítica al imperialismo de la época anterior.
La Gran Guerra imprimirá un sello descorazonador y pesimista en los avanzados del modernismo; el comienzo de ésta provocó primeramente el cese de los intercambios vanguardistas internacionales. En palabras de D. H. Lawrence, «la ciudad [Londres] pereció, se degeneró, dejó de ser el corazón del mundo y se convirtió en un vórtice de pasiones rotas, lujuria, esperanzas, miedos y horrores». La guerra causó nueve millones de muertos, y muchos de los que regresaron de ella lo hicieron estigmatizados, recreando sus horrores en un prolongado sufrimiento tanto físico como mental. La guerra paralizó también los debates políticos iniciados sobre la autonomía de Irlanda y sobre el sufragio femenino. El racionalismo imperante en la era victoriana no proporcionaba recursos para explicar y asumir tanto sufrimiento; por ejemplo, la futilidad de la prolongada guerra de trincheras. En los escritores que participaron en la guerra, como Siegfried Sassoon o Wilfred Owen, se percibe una ironía amarga y un profundo sentimiento de decepción, que progresivamente los separa de los que no vivieron la experiencia bélica en primera persona. 
Los años que siguieron al Tratado de Versalles, es decir, el llamado periodo de entreguerras y la Gran depresión, ven aparecer un nuevo grupo de escritores modernistas, los exiliados culturales de la Generación perdida, que se trasladaron en su mayoría a París y otras partes de Europa, con nombres tan importantes como Ernest Hemingway, F. Scott Fitzgerald, Ezra Pound, Sherwood Anderson, Waldo Peirce, John Dos Passos, T. S. Eliot, William Faulkner o Djuna Barnes. La expresión "generación perdida" se atribuye a Gertrude Stein, quien al parecer no hizo más que reproducir las palabras del dueño de un taller mecánico parisino.

## Orígenes y precursores
En la década de 1880, se prestó cada vez más atención a la idea de que era necesario dejar de lado por completo las normas anteriores, en lugar de limitarse a revisar los conocimientos pasados a la luz de las técnicas contemporáneas. Las teorías de Sigmund Freud (1856-1939) y Ernst Mach (1838-1916) influyeron en la literatura modernista temprana. Ernst Mach sostenía que la mente tenía una estructura fundamental y que la experiencia subjetiva se basaba en la interacción de partes de la mente en La ciencia de la mecánica (1883). La primera obra importante de Freud fue Estudios sobre la histeria (con Josef Breuer) (1895). Según Freud, toda la realidad subjetiva se basaba en el juego de pulsiones e instintos básicos, a través de los cuales se percibía el mundo exterior. Como filósofo de la ciencia, Ernst Mach ejerció una gran influencia en el positivismo lógico y, a través de sus críticas a Isaac Newton, fue un precursor de la teoría de la relatividad de Albert Einstein.
Muchas teorías anteriores sobre epistemología sostenían que la realidad externa y absoluta podía imprimirse, por así decirlo, en un individuo por ejemplo, el empirismo de John Locke (1632-1704), que veía la mente comenzando como una tabula rasa', una pizarra en blanco (Ensayo sobre el entendimiento humano, 1690). Carl Jung (1875-1961) combinó la descripción de Freud de los estados subjetivos, que implicaban una mente inconsciente llena de impulsos primarios y restricciones autoimpuestas de contrapeso, con la idea del inconsciente colectivo, que la mente consciente combatía o abrazaba. Mientras que la obra de Charles Darwin rehizo el concepto aristotélico de «el hombre, el animal» en la mente del público, Jung sugirió que los impulsos humanos hacia la ruptura de las normas sociales no eran producto del infantilismo o la ignorancia, sino que derivaban de la naturaleza esencial del animal humano.
Otro gran precursor del modernismo fue Friedrich Nietzsche, especialmente su idea de que las pulsiones psicológicas, concretamente la «voluntad de poder», eran más importantes que los hechos, o las cosas. Henri Bergson (1859-1941), por su parte, hizo hincapié en la diferencia entre el tiempo del reloj científico y la experiencia directa, subjetiva y humana del tiempo. Su trabajo sobre el tiempo y la conciencia «tuvo una gran influencia en los novelistas del siglo XX», especialmente en aquellos modernistas que utilizaron la técnica de la Corriente de conciencia, como Dorothy Richardson por el libro Techos puntiagudos (1915), James Joyce por Ulises] (1922) y Virginia Woolf (1882-1941) por La señora Dalloway (1925) y Al faro (1927). También era importante en la filosofía de Bergson la idea del élan vital, la fuerza vital, que «provoca la evolución creativa de todo». Su filosofía también otorgaba un gran valor a la intuición, aunque sin rechazar la importancia del intelecto. A estos diversos pensadores les unía una desconfianza hacia el positivismo y la certidumbre victorianos. El modernismo como movimiento literario también puede verse como una reacción a la industrialización, la urbanización y las nuevas tecnologías.
Importantes precursores literarios del modernismo fueron Fiódor Dostoyevski (1821-81) (Crimen y castigo (1866), Los hermanos Karamazov (1880)); Walt Whitman (1819-92) (Hojas de hierba) (1855-91); Gustave Flaubert (1821-1880) (Madame Bovary (1856-57), La educación sentimental (1869), La tentación de San Antonio (1874), Tres cuentos (1877), Bouvard et Pécuchet (1881)); Charles Baudelaire (1821-67) (Les Fleurs du mal), Rimbaud (1854-91) (Iluminaciones, 1874); Knut Hamsun (1859-1952) (El hambre, 1890); August Strindberg (1849-1912), especialmente sus últimas obras de teatro, entre ellas la trilogía A Damasco 1898-1901, Una obra de ensueño (1902), La sonata fantasma (1907).

## La poesía modernista
Como se ha indicado anteriormente, la poesía modernista aparece más o menos al tiempo que la revista Poetry, que publica a la mayoría de los poetas de esta época y presta una especial atención a los más renovadores. El imagismo, uno de los primeros movimientos modernistas en los países anglófonos, estaba inicialmente liderado por el inglés T. E. Hulme y el estadounidense Ezra Pound, y se inició alrededor de 1910. Las características principales del imagismo son el empleo de un discurso sencillo, la preferencia por el verso libre y la creación de imágenes vívidas y originales, de ahí su nombre. Dichas tendencias tuvieron una gran impacto y se extendieron a otros movimientos modernistas. El imagismo halla su inspiración igualmente en estrofas asiáticas como el Haiku y el Tanka. Poetas asociados al movimiento imagista son H.D., Richard Aldington y John Gould Fletcher, con cuyas obras se publicaron varias antologías, como Some Imagist Poets (1917).
Alrededor de 1913, Pound se desvinculó del imagismo y propuso el nombre de Vorticismo para un movimiento, liderado por el pintor y escritor Wyndham Lewis, que mezclaba la literatura y las artes plásticas. El vorticismo se encuentra muy vinculado al Futurismo de Marinetti, y su manifestación más notoria es el diario Blast, que solo publicó dos números. En la pintura vorticista la vida moderna se muestra como una disposición de líneas marcadas y colores discontinuos que atrae la mirada del espectador al centro del lienzo. La palabra deriva del término vórtice, y trata de expresar el remolino o lugar donde nacen las emociones. En el segundo y último número de Blast se declaraba la lealtad de los vorticistas hacia Inglaterra en la lucha contra el fascismo, y se anunció que uno de sus líderes, Henri Gaudier-Brzeska, había muerto en las trincheras. Esta declaración marcó un giro en el modernismo inglés.
La obra que marcaría un hito en la poesía de principios de siglo es La tierra baldía (1922) de T.S. Eliot, la cual, según sus contemporáneos, supo captar genialmente el pesimismo de la época y la «desilusión de una generación». La tierra baldía (The Waste Land, en inglés), es un texto extraño, compuesto por diversos fragmentos, algunos de ellos escritos en otras lenguas (al menos siete: latín, griego, sánscrito, francés, alemán, etc.), que mezcla a la vez distintos estilos, métricas y rimas, con frecuentes discontinuidades, yuxtaposiciones y referencias culturales y literarias de diversos países y fuentes. 
Otro poeta, si bien más tardío, es W. H. Auden, conocido como el enfant terrible de la lírica modernista. Su voz poética, más accesible, entra en significativo contraste con la más oscura de Eliot. Críticos como Samuel Hynes han hablado de una "generación Auden" (The Auden Generation (1972), y de la influencia de este poeta en otros, entre los que cabe destacar al galés Dylan Thomas.

## Narrativa

### La narrativa modernista I, escritores europeos
Dos nombres surgen de inmediato en este capítulo: James Joyce y Virginia Woolf. La segunda es una de las figuras claves del Círculo de Bloomsbury, que tiene su origen en las amistades fraguadas por algunos de sus componentes masculinos en la universidad de Cambridge, que comenzaron a reunirse en el hogar de los Stephen (apellido de soltera de Virginia Woolf), en la londinense Gordon Square. Aunque los componentes de este grupo abarcaban también otro tipo de intelectuales, los escritores eran: Lytton Strachey, E. M. Forster, Virginia Woolf, y su marido, Leonard Woolf. No hay una temática común al círculo de Bloomsbury, excluyendo quizá la tolerancia al agnosticismo, la oposición a la guerra, una sexualidad libre y la previsión del desmantelamiento del imperio colonial británico. Sus integrantes trabajaban de forma independiente, así, por ejemplo, Virginia Woolf desarrolló ensayos feministas, y novelas que exploraban el mundo interior de los protagonistas mediante la técnica del monólogo interior (Stream of conciousness), como Al faro o La señora Dalloway. Mientras que su marido, Leonard Woolf, Clive Bell y E. M. Forster se centraron en escritos políticos, la lucha de clases y escritos de tintes antimperialistas. Entre estos últimos cabe destacar Pasaje a la India, de E. M. Forster, que muestra la tensión racial en la India en la época previa al desmantelamiento del Raj Británico. De forma más controvertida, D. H. Lawrence fue primero un protegido de Bloomsbury, del cual más tarde se desvinculó. La novela de Lawrence, al igual que la de Forster, muestra una sexualidad más abierta que la de muchos de sus contemporáneos y antecesores, tocando también otros temas como la lucha de clases, según se aprecia en sus obras El amante de Lady Chatterley y la autobiográfica Hijos y amantes. 
Se considera a James Joyce, junto a Marcel Proust y Virginia Woolf, como una de las figuras clave en el desarrollo de la novela modernista. Su novela Ulises cuenta las experiencias y pensamientos de su protagonista, Leopold Bloom, en Dublín, durante un solo día, un día cualquiera, cuya narración se extiende a lo largo de 900 páginas (en su traducción española). Ya desde el título alude a La Odisea, con cuyo paralelismo, más o menos explícito y paródico, juega toda la obra. La novela exhibe una técnica prosística caudalosa, variada y fuertemente experimental (contrapunto, flujo de conciencia, etc.) que, desde su publicación, ha cautivado la atención de una larga lista de escritores y críticos especializados.
También podemos reconocer a Samuel Beckett, como parte de este movimiento, siendo su trilogía Molloy, Malone muere y El Innombrable ejemplos muy representativos del modernismo, ya que son novelas netamente experimentales, con historias y tramas narradas sólo a través del monólogo interno.
Ya más adelante encontramos la crítica al totalitarismo en novelas como Un mundo feliz, de Aldous Huxley, o 1984, de George Orwell, obras que también encuentran cabida en la literatura modernista.

### La narrativa modernista II, escritores estadounidenses
Los escritores estadounidenses del modernismo son aquellos pertenecientes a la que se ha venido a llamar "Generación perdida", que reflejaron el clima de pesimismo y desconcierto que siguió a la Primera Guerra Mundial. Los escritores de esta generación consideraban que el panorama cultural de su país era insatisfactorio, que estaba dominado por una cultura materialista, y carecía de una cultura cosmopolita. Muchos se trasladaron a Francia, donde se les conocía como la Génération du Feu, o viajaron por Europa buscando un estilo de vida más "bohemio". 
La guerra y la gran depresión también afectaron fuertemente a estos escritores. Describieron la inutilidad y la crueldad de la guerra, el materialismo de los felices años veinte, la era del jazz, la depresión económica y el declive del sueño americano.
Se considera que las obras de los escritores de la Generación perdida, como El gran Gatsby (F. Scott Fitzgerald), Fiesta (Ernest Hemingway), o El sonido y la furia (William Faulkner) se encuentran entre las mejores de la literatura estadounidense. Además de los citados, otros autores de la Generación perdida son: Hart Crane, e. e. cummings, John Steinbeck, John Dos Passos, Thornton Wilder, Thomas Wolfe, Gertrude Stein, Djuna Barnes, Dashiell Hammett, Raymond Chandler, Henry Miller y Ford Madox Ford.